# جمهوری فدرال

فدراسیون روسیه در سال ۲۰۲۵

جمهوری فدرال، اجتماعی از ایالات با نظام جمهوری است. در یک جمهوری فدرال، قدرت بین دولت فدرال و ایالات زیر مجموعه‌اش تقسیم می‌شود.
یک جمهوری فدرال فدراسیون ایالتی با شکل جمهوری خواهانه است. معنای تحت اللفظی کلمه جمهوری، وقتی از آن برای اشاره به نوعی دولت استفاده می‌شود به معنای: «کشوری است که توسط نمایندگان منتخب و توسط یک رهبر منتخب (مانند رئیس‌جمهور) اداره می‌شود و نه یک پادشاه یا ملکه».
در یک جمهوری فدرال، تقسیم اختیارات بین دولت فدرال و دولت واحدهای زیربنایی وجود دارد. در حالی که هر جمهوری فدرال با این تقسیم اختیارات متفاوت رفتار می‌کند، معمولاً مسائل مشترک مربوط به امنیت و دفاع و سیاست‌های پولی در سطح فدرال انجام می‌شود، در حالی که مواردی مانند نگهداری زیرساخت‌ها و سیاست آموزش و پرورش معمولاً در سطح منطقه ای یا محلی انجام می‌شود. با این حال، دیدگاه‌ها در مورد اینکه چه مسائلی باید صلاحیت فدرال باشد متفاوت است و واحدهای فرعی معمولاً در بعضی موارد حاکمیت دارند، در حالی که دولت فدرال صلاحیت آن را ندارد؛ بنابراین یک جمهوری فدرال برخلاف یک جمهوری واحد تعریف می‌شود که به موجب آن دولت مرکزی حاکمیت کاملی بر تمام جنبه‌های زندگی سیاسی دارد. این ساختار غیر متمرکز تر به توضیح تمایل کشورهای پرجمعیت تر به عنوان جمهوری‌های فدرال کمک می‌کند. بیشتر جمهوری‌های فدرال تقسیم اختیارات بین دستورهای دولت را طبق سند قانون اساسی کتبی تدوین می‌کنند.
اختلافات سیاسی بین جمهوری فدرال و سایر ایالت‌های فدرال، به ویژه پادشاهی‌های فدرال تحت یک سیستم حکومتی پارلمانی، بیشتر جنبه قانونی دارد تا یک ماده سیاسی، زیرا اکثر ایالت‌های فدرال اگر با تعادل عمل نکنند، از نظر ساختار دموکراتیک هستند. با این حال، برخی از پادشاهی‌های فدرال، مانند امارات متحده عربی، بر مبنای اصولی غیر از دموکراسی استوار هستند.

## معاصر
| کشور             | اسم رسمی                      | نوع تقسیمات   | اداره کننده |
| ---------------- | ----------------------------- | ------------- | ----------- |
| آرژانتین         | جمهوری آرژانتین               | استان         | رئیس‌جمهور   |
| آلمان            | جمهوری فدرال آلمان            | ایالت         | رئیس‌جمهور   |
| اتریش            | جمهوری اتریش                  | ایالت         | رئیس‌جمهور   |
| بوسنی و هرزگووین | بوسنی و هرزگووین              | نهادهای مستقل | ریاست مجمع  |
| برزیل            | جمهوری فدرال برزیل            | ایالت         | رئیس‌جمهور   |
| اتیوپی           | جمهوری دموکراتیک فدرال اتیوپی | ناحیه         | رئیس‌جمهور   |
| عراق             | جمهوری عراق                   | استان         | رئیس‌جمهور   |
| مکزیک            | ایالات متحده مکزیک            | ایالت         | رئیس‌جمهور   |
| نپال             | جمهوری دموکراتیک فدرال نپال   | استان         | رئیس‌جمهور   |
| نیجریه           | جمهوری فدرال نیجریه           | ایالت         | رئیس‌جمهور   |
| سودان جنوبی      | جمهوری سودان جنوبی            | ایالت         | رئیس‌جمهور   |
| پاکستان          | جمهوری اسلامی پاکستان         | استان         | رئیس‌جمهور   |
| آمریکا           | ایالات متحده آمریکا           | ایالت         | رئیس‌جمهور   |
| سوئیس            | کنفدراسیون سوئیس              | کانتون        | شورای فدرال |
| روسیه            | فدراسیون روسیه                | اعضای فدرال   | رئیس‌جمهور   |
| هند              | جمهوری هندوستان               | ایالت         | رئیس‌جمهور   |
| کانادا           | کانادا                        | استان         | نخست‌وزیر    |

پاکستان

## تاریخی
| فدراسیون    | اسم رسمی             | نوع تقسیمات | بازهٔ زمانی          |
| ----------- | -------------------- | ----------- | ------------------- |
| جمهوری هلند | جمهوری هفت متحد هلند | استان       | ۱۵۸۱–۱۷۹۵           |
| کلمبیا      |                      | ایالت       | ۱۸۱۹–۱۸۳۱٬۱۸۶۳–۱۸۸۶ |
| آلمان       |                      | ایالت       | ۱۹۱۹–۱۹۳۳           |
| یوگسلاوی    |                      | جمهوری      | ۱۹۴۵–۱۹۶۳٬۱۹۶۳–۱۹۹۲ |